# Centrale hydraulique
Ne doit pas être confondu avec Centrale hydroélectrique.
Les centrales hydrauliques, ou groupe hydraulique, en hydromécanique, sont l'ensemble des composants hydrauliques permettant d'alimenter un réseau ou un système hydraulique en huile à un débit choisi. Elles sont soumises aux normes européennes harmonisées des équipements sous pression.

## Description
Une centrale comprend une cuve, un groupe motopompe et peut comporter divers accessoires. Parfois le fluide peut être de l'eau pour éviter la contamination pour certaines applications en agro-alimentaire.Les barrages hydrauliques sont directement construit dans ,dans ce qui permet d'utiliser sa force pour crée une source d'énergie renouvelable . n n n 

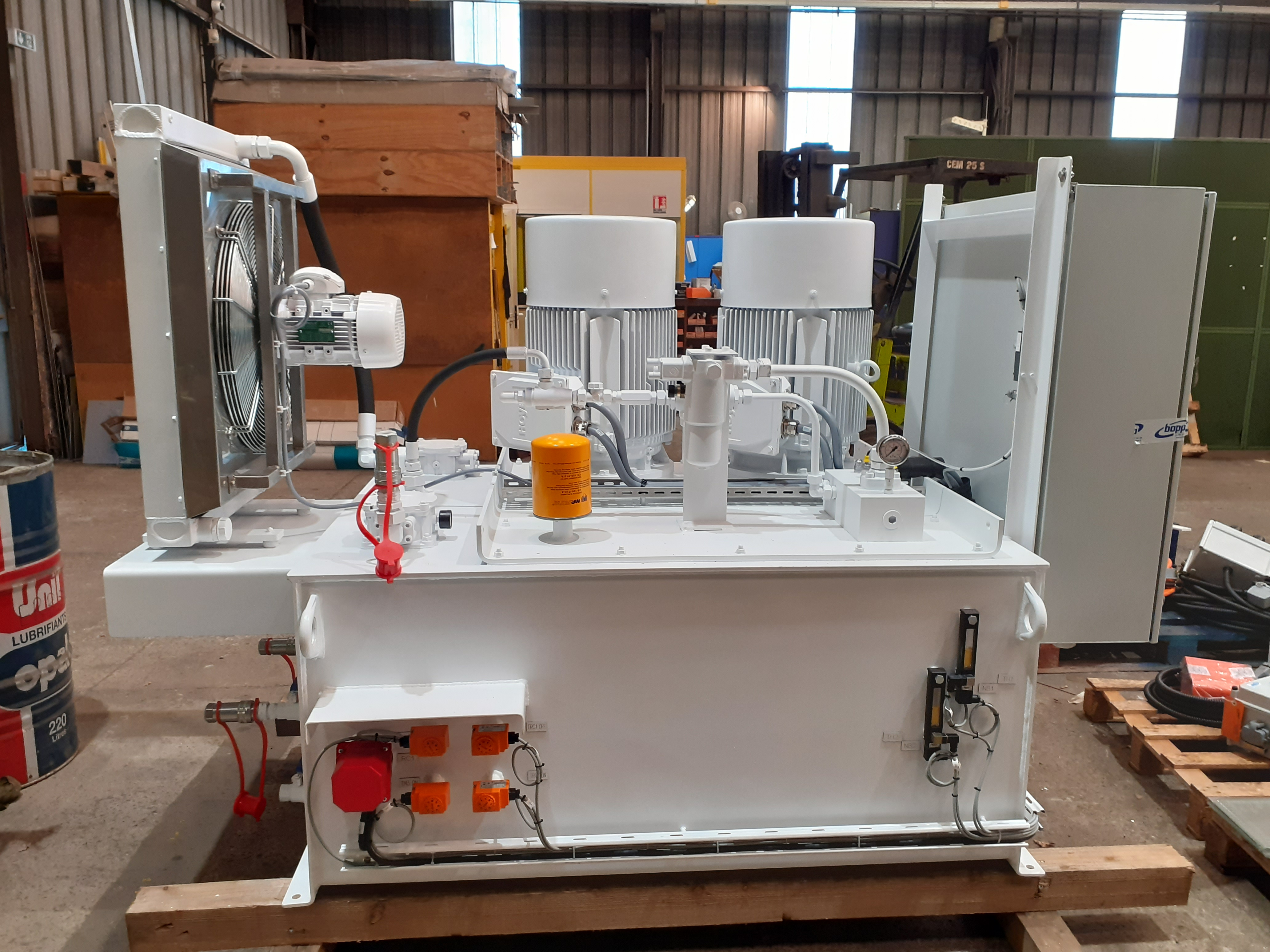
Centrale hydraulique avec : Réservoir, Groupes moto-pompe, Armoire électrique, Aéro-réfrigérant, Filtres, Bloc foré

### Réservoir
La cuve, nommée bac, tank ou réservoir, remplit les fonctions suivantes :
- stocker l'huile du circuit ;
- assurer les variations de niveau du fluide ;
- permettre le refroidissement de l'huile ;
- autoriser le montage des différents accessoires, souvent s'il supporte un groupe motopompe.

#### Conception des réservoirs
La capacité du bac est fonction du débit de la ou les pompes en 1 x minute de fonctionnement et du type de fluide, la capacité sera d'environ trois à quatre fois le débit des pompes avec de l'huile minérale, et de cinq à huit fois pour un fluide ininflammable type eau glycol. Le volume doit être assez important pour permettre une bonne décantation et dés-aération du fluide.
Pour les applications peu sévères et les circuits fermés les volumes peuvent être largement inférieurs. S'il n'y a pas de dispositif de refroidissement ou un travail 24h/24, il ne faut pas réduire trop la cuve. Une pente dans le fond est impérative pour faciliter la vidange et la concentration des dépôts de l'huile.
L'aspiration et les retours doivent être les plus éloignés possible et plongeant largement sous le niveau d'huile, et de même, ne doivent pas toucher le fond (distance minimale de 1,5 à deux fois le diamètre extérieur du tube de retour). Les drains des composants (moteurs, pompes, valves de réduction de pression, etc.) seront impérativement séparés des retours et plongeants pour éviter le siphonnage des carters des moteurs et pompes.
Une cloison pour isoler partiellement aspiration et refoulement est souhaitable. Elle assure une meilleure dés-aération et refroidissement du fluide. Il faut éviter absolument la présence d'air dans l'huile en montant une purge par vis ou mieux un purgeur automatique au refoulement des pompes.

## Accessoires
Le niveau est destiné au contrôle visuel minimum-maximum de l'huile. Le couvercle doit être étanche pour protéger de la pollution et comportera un rebord pour éviter les coulures. Le filtre à air est préférable au reniflard qui n'a pas la finesse de filtration d'un vrai filtre, donc produit à éviter surtout en ambiance poussiéreuse. La meilleure solution réside dans le montage sur le couvercle d'un filtre à air et sur la ligne retour avant le filtre un coupleur de remplissage de façon que l'huile de remplissage soit filtrée.
Les traversées de cloison doivent être étanches. Un filtre hydraulique de retour est monté en sommet de réservoir, ou sur tube de retour si problème de place. Si des composants hydrauliques sont fixés sur la cuve, prévoir un bac de récupération des fuites. Parfois, un coffret électrique de démarrage est fixé sur la cuve.

## Montage du groupe motopompe
Si possible, il faut placer le réservoir au-dessus de la pompe, ceci est fonction des cylindrées des pompes et de la technologie.
Pour le groupe motopompe, avec pompe à engrenages, en général, la pompe est noyée dans l'huile et fixée sur le couvercle par la lanterne d'accouplement, ce qui réduit l'encombrement et surtout le bruit.

## Autres éléments du groupe
Les éléments ci-dessous peuvent constituer les bases d'un système hydraulique complet :
Les barrage hydrauliques se
- pompe hydraulique ;
- moteur hydraulique ;
- composant hydraulique ;
- distribution hydraulique ;
- filtre hydraulique ;
- fluide hydraulique ;
- réchauffeur ;
- refroidisseur hydraulique ;
- raccord ;
- flexible hydraulique.